# クリル列島の防衛のための全ロシア委員会
クリル列島の防衛のための全ロシア委員会（クリルれっとうのぼうえいのためのぜんロシアいいんかい。露：Всероссийский комитет защиты Курил）は、ソビエト連邦共産党 (1992)の第一書記セルゲイ・ スクヴォルツォフが設立した公益団体。
委員会の主な目的は、日本のクリル列島（千島列島のロシア語名）南部に対する領有権主張に対抗し、択捉島、色丹島、国後島、歯舞諸島および極東連邦管区、サハリン州におけるロシアの権益を保護することである。
委員会は、ロシアと日本の領土問題に関して非常に活動的であり、非妥協的な姿勢で知られている。最も有名なのは、1992年9月10日にボリス・エリツィンの訪日を延期させたことである。
最近になって再建された。議長はスクヴォルツォフである。